# Vieux Chef Joseph
Tu-eka-kas, dit « Cayuse » (de sa tribu de naissance) et connu sous le nom de Vieux Chef Joseph est un chef de la tribu amérindienne des Nez-Percés né vers 1785 dans la vallée de la Wallowa, dans l'État de Washington, et mort le 20 janvier 1871.

## Biographie
Né entre 1785 et 1790 dans la tribu des Cayuses, puis capturé et élevé par les Nez-Percés, il succède à son père adoptif en 1848. Il épousa une Nez-Percé et eut plusieurs enfants, dont le célèbre Chef Joseph et Ollokot.

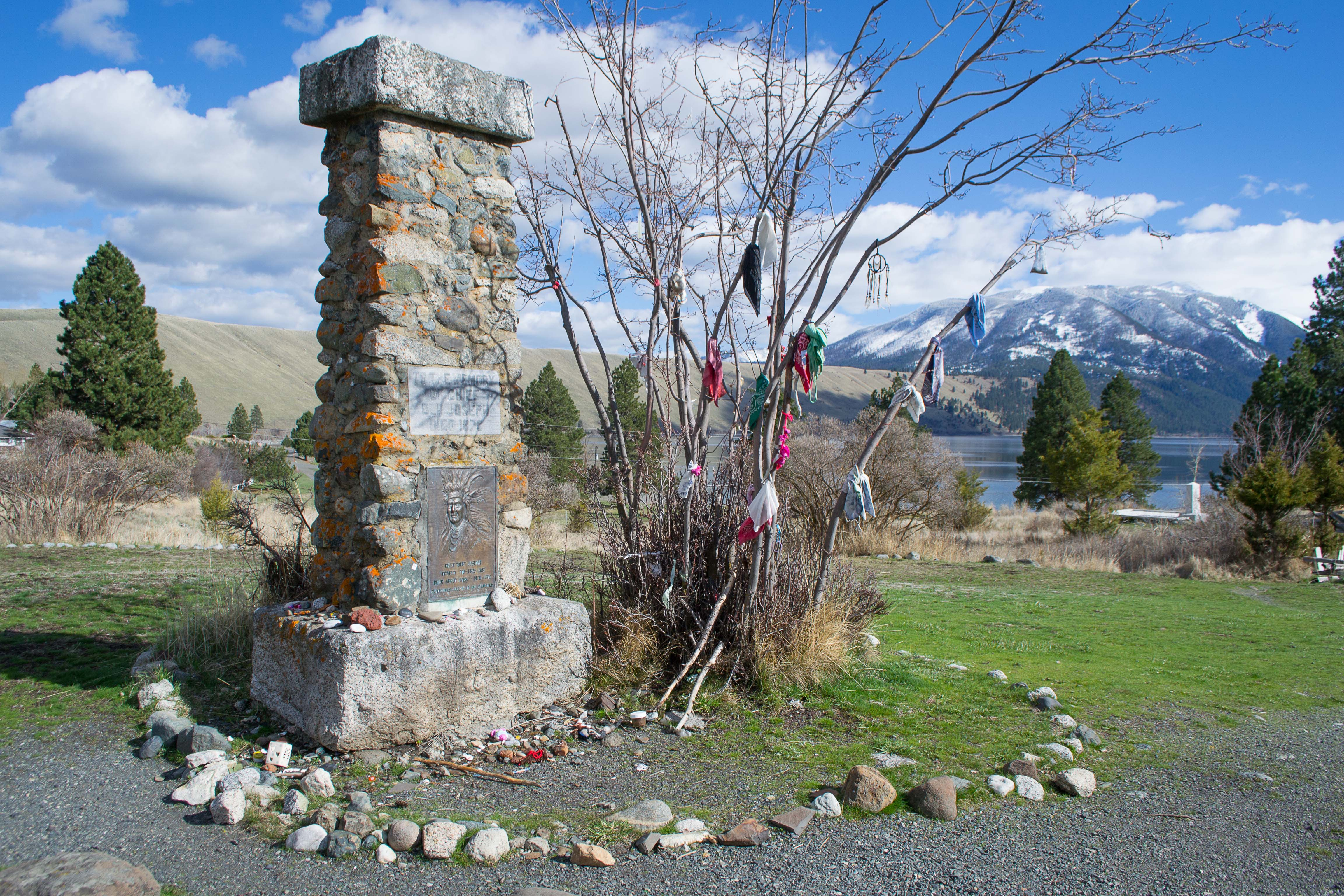
Tombe de Vieux Chef Joseph.

Il perdit sa fille lorsque celle-ci avait un an, en 1843, morte de la gangrène. En 1863, il refusa de signer un traité qui stipulait la cession de la vallée de la Wallowa. Affaibli et presque aveugle, il mourut le 20 janvier 1871, âgé de presque 86 ans.
Ce surnom de Vieux Chef Joseph lui fut attribué par un père-missionnaire qui essaya d'évangéliser sa tribu vers 1859. Ce surnom rappelle l'obstination de Joseph à croire en la fidélité de Marie.